# Christian Martin Fuchs
Christian Martin Fuchs (* 3. Dezember 1952 in Wien; † 6. Oktober 2008 in Salzburg) war ein österreichischer Librettist und Dramaturg.

## Leben
Christian Martin Fuchs studierte Theaterwissenschaft, Philosophie und Germanistik an der Universität Wien und promovierte 1983 bei Wolfgang Greisenegger. Während seiner Studienzeit war er Mitbegründer der Wiener Stadtzeitung Falter. 1981 wurde er Dramaturg am Stadttheater Regensburg. 1983 wechselte er ans Salzburger Landestheater; von 1988 bis 2004 war er dort Chefdramaturg.
Daneben publizierte er Libretti, Erzählungen und Sachbücher. Als Drehbuchautor arbeitete er mit Reinhard Schwabenitzky zusammen.
Christian Martin Fuchs erlag 55-jährig einem Krebsleiden.

## Libretti
- Luzifer. Oper. Musik: Franz Hummel. UA 1987 Ulm (Theater)
- Wundertheater. Kammeroper. Musik: Herbert Lauermann. UA 6. November 1988 Wien (Kammeroper). Neufassung: UA 19. Juni 1990 Klagenfurt
- Prometheus. Der Aufrechte Gang. Musik: Wolfgang Niessner. UA 1992 Salzburg (Großes Studio der Hochschule Mozarteum)
- Mozarts „Entführung“ für Kinder. UA 1993 Salzburg (Marionettentheater)
- Kar – Musiktheater für den Berg. Musik: Herbert Lauermann. UA Juli 1994 Unterer Hohlgang in der Staumauer des Großen Mühldorfer Sees in 2400 Meter Seehöhe am Reisseck in Kärnten in einer Produktion von ARBOS – Gesellschaft für Musik und Theater
- Un Tango de amor. Ein Astor-Piazzolla-Ballett. UA 1999 Salzburg (Landestheater)
- Verklärte Nacht. Ein Arnold-Schönberg-Ballett. UA 2000 Gmunden (Festwochen)
- Der Esel Hesekiel. Musiktheaterstück für Kinder. Musik: Thomas Daniel Schlee. UA: 7. August 2001 Ossiach (Carinthischer Sommer)
- Kein Ort. Nirgends. Kammeroper. Musik: Anno Schreier. UA 22. September 2006 Oestrich-Winkel (Brentano-Scheune)
- Wut. Oper. Musik: Andrea Lorenzo Scartazzini. UA 2006 Erfurt (Theater)
- Ein Fest bei Papageno. Musiktheaterstück für Kinder. Musik: Stephan Kühne (* 1956). UA 30. Juli 2006 Villach (Congress Center)
- Ich, Hiob. Kirchenoper. Musik: Thomas Daniel Schlee. UA 15. Juli 2007 Ossiach (Stiftskirche)
- La grande magia nach Eduardo de Filippo. Opernlibretto. Musik: Manfred Trojahn. UA 10. Mai 2008 Dresden (Semperoper)

## Andere Werke
- Verzweigungen. Prosa. Rhombus Verlag 1979
- Wanderer von gestern abend bis morgen nacht. Residenz Verlag, Salzburg 1990
- Unverrichteter Dinge. Residenz Verlag, Salzburg 1992
- Die Zeit des Südens war vorbei. Residenz Verlag, Salzburg 1996
- 66 Sätze über die Liebe. Residenz Verlag, Salzburg 2003
- Das Mozart Wörterbuch. Vom Amade bis Zungenspiel. Residenz Verlag, Salzburg 2005
- Von Apfelstrudel bis Zweitwohnsitz. Ein Österreich-Glossar. Residenz Verlag, Salzburg 2006
- Das Bach-Buch. Der Almanach zum Bachfest Salzburg 2008. Residenz Verlag, Salzburg 2008